# Association sportive féminine de Sbeïtla
Maillots
Actualités
L'Association sportive féminine de Sbeïtla (arabe : الجمعية الرياضية النسائية بسبيطلة), plus couramment abrégé en AS féminine de Sbeïtla ou ASFSB est un club tunisien de football féminin fondé à Sbeïtla en 2003. Il évolue depuis la saison 2017-2018 en Ligue I.

## Historique
Le 18 décembre 2004, le club participe au premier championnat de Tunisie, en affrontant l'Union sportive tunisienne au stade de Sbeïtla.